# Cibodas (Bungursari)
Cibodas is een bestuurslaag in het regentschap Purwakarta van de provincie West-Java, Indonesië. Cibodas telt 5851 inwoners (volkstelling 2010).